# إمداد المياه والصرف الصحي في الولايات المتحدة
القضايا التي تؤثر على إمدادات المياه والصرف الصحي في الولايات المتحدة تشمل ندرة المياه والتلوث وتراجع الاستثمار، هناك مخاوف بشأن القدرة على تحمل تكاليف المياه لأشد الناس فقراً، وتقاعد القوة العاملة بسرعة. أيضاً، من المتوقع زيادة التقلبات الجوية وشدة هطول الأمطار نتيجة لتغير المناخ مما قد ينتج كل من الجفاف الشديد أوالفيضانات، مع عواقب وخيمة محتملة لإمدادات المياه والتلوث الناجمة عن الفيضانات وتجمع المجاري وتقاطعها. الجفاف من المرجح أن يؤثر بشكل خاص وبنسبة 66% من الأميركيين الذين تعتمد مجتمعاتهم على المياه السطحية. أما بالنسبة لنوعية مياه الشرب، هناك مخاوف بشأن التطهير والمنتجات، والرصاص، والمواد الفوق كلورية والمواد الكيماوية، ولكن عموماً جودة المياه الصالحة للشرب في الولايات المتحدة جيدة.
وقد تناولت المدن، والمرافق، وحكومات الولايات والحكومة الفيدرالية الاتحادية هذه المسائل المذكورة أعلاه بطرق مختلفة. لمواكبة الطلب من أعداد متزايدة من السكان، والمرافق، والإمدادات المعززة تقليدياً. ومع ذلك، فقد واجهت زيادة في التكاليف والجفاف، ولعل مسألة حفظ المياه قد بدأت لتلقي المزيد من الاهتمام ويتم دعمها من خلال البرنامج الفيدرالي المُسمى بـ الإحساس بالوضع المائي WaterSense. إن إعادة استخدام مياه الصرف الصحي المعالج في الاستخدامات غير الصالحة للشرب أصبحت شائعة بشكل متزايد أيضاً. وقد جلبت التلوث من خلال تصريف المياه العادمة، وهي قضية رئيسية في ستينات القرن العشرين، وأصبح، إلى حد كبير، تحت السيطرة.
يتم تقديم الخدمة لمعظم الأميركيين عن طريق المياه المملوكة للقطاع العام ومرافق الصرف الصحي. أحد عشر في المئة (11%) من الأميركيين يحصلون على المياه من مرافق القطاع الخاص (بما يسمى ب «ملكية المستثمر»). في المناطق الريفية، تقوم التعاونيات، في كثير من الأحيان، بتوفير مياه الشرب. وأخيراً، يتم تقديم ما يصل إلى 15% من الأميركيين بالآبار الخاصة بهم. ويتم تنظيم إمدادات المياه وأنظمة الصرف الصحي من قِبَل حكومات الولايات والحكومة الفيدرالية. على مستوى الولاية، تقوم منظمة الصحة والبيئة بتنظيم، ومراسلة، وتلبية احتياجات الإدارات المناظرة على مستوى الدولة. وتقوم المرافق العامة أو لجان الخدمة العامة بتنظيم الرسوم التي تتقاضاها المرافق الخاصة. في بعض الولايات، تقوم المرافق العامة بتنظيم الرسوم. على المستوى الفيدرالي، فإن نوعية مياه الشرب وجودتها وتصريف المياه المستعملة تخضع لرقابة الوكالة الأمريكية لحماية البيئة، والذي توفر أيضاً التمويل لشركات المرافق من خلال صناديق الولاية الدوارة.
استهلاك المياه في الولايات المتحدة هي أكثر من ضعف استهلاك ما أوروبا الوسطى، مع وجود اختلافات كبيرة بين الولايات. في عام 2002 أنفقت أسرة أمريكية متوسطة 474 دولار على رسوم المياه والصرف الصحي، وهي عبارة عن نفس المستوى كما هو الحال في أوروبا. إن المنزل الواحد يصرف بمتوسط 1.1% تقريباً من الدخل على المياه والصرف الصحي.